# Lijst van voetbalinterlands Pakistan - Palestina
Deze lijst van voetbalinterlands is een overzicht van alle officiële voetbalinterlands tussen de nationale teams van Pakistan en Palestina. De landen hebben tot op heden vier keer tegen elkaar gespeeld. De eerste ontmoeting was een kwalificatiewedstrijd voor de Azië Cup 2000 op 2 april 2000 in Doha (Qatar). Het laatste duel, een vriendschappelijke wedstrijd, werd gespeeld in Ar-Ram op 16 november 2018.

## Wedstrijden
| № | Plaats  | Datum            | Competitie                 | Wedstrijd            | Uitslag |
| - | ------- | ---------------- | -------------------------- | -------------------- | ------- |
| 1 | Doha    | 2 april 2000     | Azië Cup 2000 kwalificatie | Palestina − Pakistan | 2 − 0   |
| 2 | Manamah | 18 februari 2006 | Vriendschappelijk          | Palestina − Pakistan | 3 − 0   |
| 3 | Lahore  | 12 oktober 2014  | Vriendschappelijk          | Pakistan − Palestina | 0 − 2   |
| 4 | Ar-Ram  | 16 november 2018 | Vriendschappelijk          | Palestina − Pakistan | 2 − 1   |

## Samenvatting
| Competitie            | Totaal gespeeld | Winst Pakistan | Gelijk | Winst Palestina | Doelsaldo Pakistan – Palestina |
| --------------------- | --------------- | -------------- | ------ | --------------- | ------------------------------ |
| Azië Cup-kwalificatie | 1               | 0              | 0      | 1               | 0 − 2                          |
| Vriendschappelijk     | 3               | 0              | 0      | 3               | 1 − 7                          |
| Totaal                | 4               | 0              | 0      | 4               | 1 − 9                          |

PFF · A-Internationals · Olympisch elftal · Pakistaans vrouwenelftal
1950 – 1959 · 
1960 – 1969 · 
1970 – 1979 · 
1980 – 1989 · 
1990 – 1999 · 
2000 – 2009 · 
2010 – 2019 ·
2020 − 2029
Afghanistan ·
Bahrein ·
Bangladesh ·
Bhutan ·
Brunei ·
Cambodja ·
China ·
Djibouti ·
Filipijnen ·
Guam ·
India ·
Indonesië ·
Irak ·
Iran ·
Israël ·
Japan ·
Jemen ·
Jordanië ·
Kazachstan ·
Kenia ·
Kirgizië ·
Koeweit ·
Libanon ·
Macau ·
Malediven ·
Maleisië ·
Mauritius ·
Myanmar ·
Nepal ·
Noord-Korea ·
Oman ·
Palestina ·
Qatar ·
Saoedi-Arabië ·
Singapore ·
Sri Lanka ·
Syrië ·
Tadzjikistan ·
Taiwan ·
Thailand ·
Turkije ·
Turkmenistan ·
Verenigde Arabische Emiraten ·
Zuid-Korea ·
Zuid-Vietnam
PFF · 
Bondscoaches · 
A-internationals · 
Palestijns vrouwenelftal
1953 – 1959 ·
1960 – 1969 ·
1970 – 1979 ·
1980 – 1989 ·
1990 – 1999 ·
2000 – 2009 ·
2010 – 2019 ·
2020 − 2029
Afghanistan ·
Australië ·
Azerbeidzjan ·
Bahrein ·
Bangladesh ·
Bhutan ·
Burundi ·
Cambodja ·
Chili · 
China ·
Comoren ·
Egypte ·
Filipijnen ·
Griekenland ·
Guam ·
Hongkong ·
India ·
Indonesië ·
Irak ·
Iran ·
Japan ·
Jemen ·
Jordanië ·
Kazachstan ·
Kirgizië ·
Koeweit ·
Libanon ·
Libië ·
Malediven ·
Maleisië ·
Marokko ·
Mauritanië ·
Mongolië ·
Myanmar ·
Nepal ·
Noord-Korea ·
Oezbekistan ·
Oman ·
Oost-Timor ·
Pakistan ·
Qatar ·
Saoedi-Arabië ·
Seychellen ·
Singapore ·
Soedan ·
Sri Lanka ·
Syrië ·
Tadzjikistan ·
Taiwan ·
Tanzania ·
Thailand · 
Turkmenistan ·
Verenigde Arabische Emiraten ·
Vietnam ·
Zuid-Korea